# Benedetto Maria Castrone
Benedetto Maria Castrone (Palermo, 1668 circa – Palermo, maggio 1748) è stato un matematico e religioso italiano.

## Biografia
Nato da una famiglia benestante, dopo aver compiuto i suoi studi in patria Castrone intraprese alcuni viaggi tra la Germania e la Francia per cercare di entrare in contatto con i maggiori circoli letterari eruditi e per perfezionare i suoi studi in matematica. Decise poi di tornare in Sicilia dove entrò nell'Ordine domenicano.
Pur distinguendosi prettamente come matematico, i suoi poliedrici interessi culturali lo resero, secondo Antonio Mongitore, il domenicano più noto a Palermo. Tra i suoi testi maggiormente conosciuti c’è l’Episagogicon geometricum, pubblicato a Venezia nel 1705. Il testo è un prontuario di geometria con finalità didattiche. Ripercorrendo le teorie di Euclide, Castrone commenta vari passaggi degli Elementi e introduce al tema degli assiomi e dei postulati.
La produzione di Castrone ha un carattere applicativo ancor più che teorico, come osservabile nelle sue opere successive, Tabula gnomo-geographica (1714) e Horographia universalis (1728), che trattano da un punto di vista tecnico la misurazione del tempo.
L’Horographia, la sua opera più importante sulla misura del tempo, è il frutto di anni di ricerche su questa materia. Nei primi capitoli il tema viene trattato concentrandosi sulla matematica e la geodetica, successivamente vengono affrontate le implicazioni dell'argomento sul piano fisico. L'opera getterà le basi per l'analoga trattazione fatta da Gabriele Bonomo nell'Horographia trigonometrice pertractata (1758).
I suoi studi lo fecero continuare a viaggiare per diversi anni; insegnò a Malta e produsse ancora un commentario agli Elementi, che però non fu pubblicato.
Dopo il 1740 la sua tempra fisica venne meno, provata dai molteplici impegni e dalle pratiche di austerità religiosa a cui egli si sottoponeva. Divenuto ormai cieco e paralitico, morì alla fine del maggio 1748.

## Opere
- (LA) Episagogicon geometricum, sive primitiva Mathesis initia, Venezia, Gonzatti, 1705.
- (LA) Horographia universalis, seu sciatericorum omnium planorum, Palermo, Giovanni Battista Aiccardo, 1728.
- L'ingegnoso ritrovato di fortificare con mirabil esattezza ogni sorta di poligono regolare sopra l'idea del signor di Vauban, Palermo, Gramignani, 1733.